# Allested Sogn
Allested Sogn ist eine Kirchspielsgemeinde (dän.: Sogn)
auf der Insel Fyn (dt.: Fünen) im südlichen Dänemark.
Bis 1970 gehörte sie zur Harde Sallinge Herred im damaligen Svendborg Amt, danach zur Broby Kommune im
Fyns Amt, die im Zuge der  Kommunalreform zum 1. Januar 2007 in der
Faaborg-Midtfyn Kommune in der Region Syddanmark aufgegangen ist.
Im Kirchspiel leben 717 Einwohner (Stand: 1. Januar 2023).

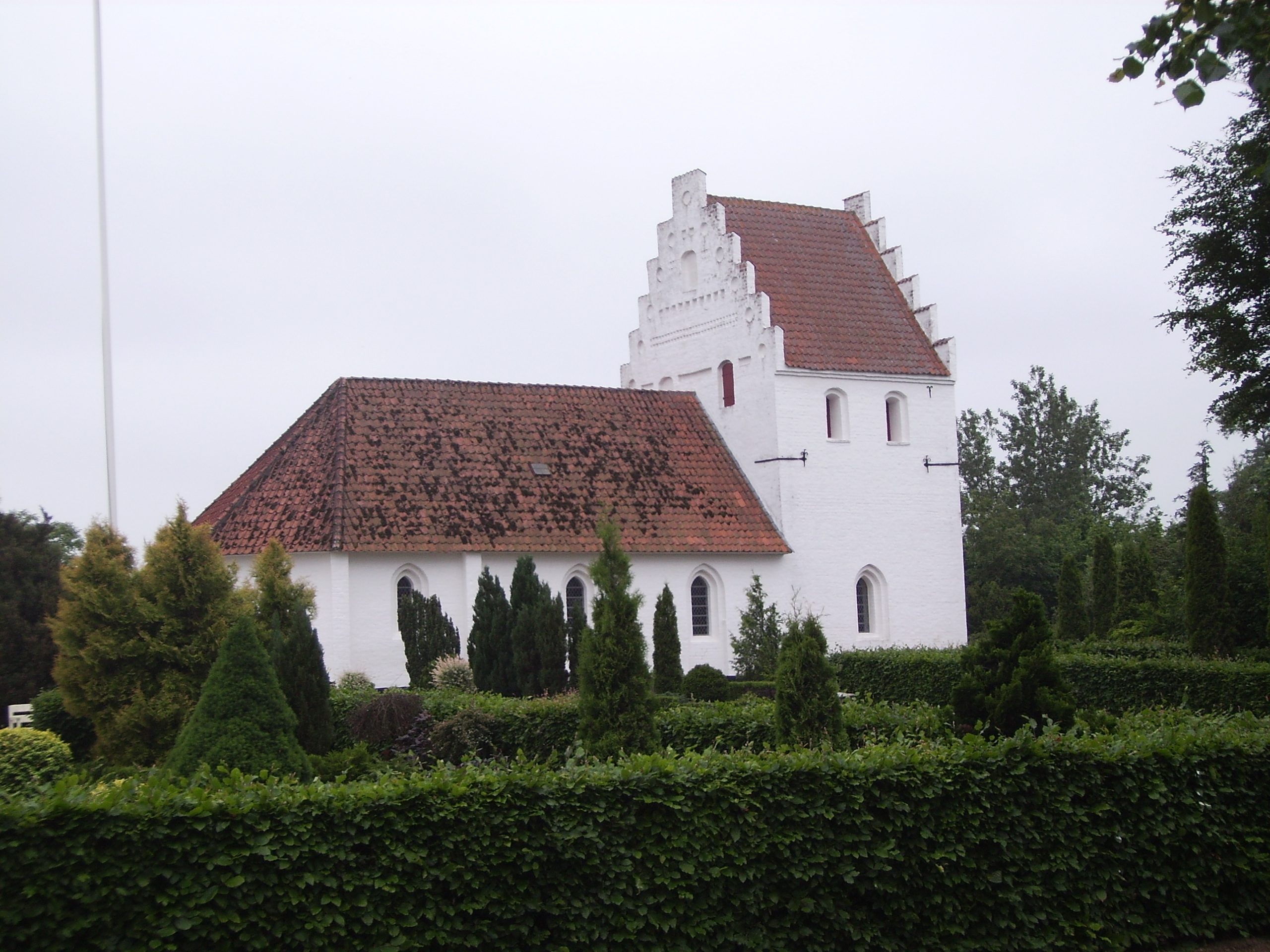
Allested Kirke

Im Kirchspiel liegt die Kirche „Allested Kirke“.
Nachbargemeinden sind im Nordosten Nørre Søby Sogn, im Südosten Heden Sogn, im Südwesten Sønder Broby Sogn und im Nordwesten Vejle Sogn.